# 더글러스군 (캔자스주)
더글러스군(Douglas County, Kansas, 군 코드 DG)은 미국 중부 캔자스주 북동쪽에 위치해 있다. 2010년 인구조사로, 군의 인구는 110,826명이다. 군 청사는 인구가 가장 많은 지역인 로렌스에 있으며, 군의 전역은 메트로폴리탄 통계 지역인 로렌스를 포함하고 있다.

## 역사
더글러스 군은 1854년 5월 15일 개척촌으로 시작되었으며, 이름은 스티븐 A. 더글러스 일리노이주 상원 의원의 이름을 딴 것이다. 이 군은 당시 피의 캔자스의 중심지로, 준주의 주도였던 르컴튼의 지도자들은 캔자스가 노예주가 되기를 원했으며, 로렌스의 지도자들은 캔자스가 자유주가 되기를 원했다. 이러한 이유로 인해, 캔자스 주를 노예주로 인정하는 르컴튼 헌법 초안 기초와 로렌스 약탈 그리고 블랙잭 전투를 포함한 많은 사건들이 발생했다.

## 정부
더글러스 군은 현재 군 의회 커미셔너들인 마이크 고핸과 낸리 텔먼 그리고 짐 플로리가 지도적 역할을 담당하고 있다.
군의 민주당계 대표로는 존 윌슨(제10구역), 바바라 발라드(제44구역), 폴 데이비스 (제46구역)가 있으며, 공화당계로는 코니 오브리엔(제42구역), 톰 슬로언(제45구역), 캔 코벳(제54구역)이 있다. 군을 대표하는 3명의 상원 의원으로는 마시 프란시스코(제2 구역), 톰 홀랜드(제3구역), 앤서비 엔슬리(제19 구역)가 있으며, 모두 민주당원이다.

## 지리
2000년 인구 조사에 의하면 군의 전체 면적은 1,228.9 km2이며, 그 중에 96.29%에 해당하는 1,183.3 km2가 땅이며, 나머지 3.71%에 해당하는 45.6 km2가 물이다. 북계 경계 지역의 다수는 캔자스 강으로 경계가 정해지고 있으며, 이 강은 로렌스를 관통하여 바워삭 댐에서 수력 발전을 제공하고 있다.

### 타운
더글러스 군은 9개의 타운으로 나뉜다. 로렌스 시는 독립 시로 간주가 괴고, 타운의 인구 수치에서 제외된다. 아래의 도표에서 인구의 중심지를 나타내고 있다.
| 타운 | FIPS  | 인구 중심지 | 인구  | 인구밀도 /km2 (/sq mi) | 면적 km2 (sq mi) | 수역 km2 (sq mi) | 수역%  | 지리 좌표                                                         |
| --- | ----- | ----------- | ----- | ---------------------- | ---------------- | ---------------- | ------ | ----------------------------------------------------------------- |
| Clinton | 14325 |             | 531   | 7 (17)                 | 80 (31)          | 26 (10)          | 24.41% | 북위 38° 54′ 18″ 서경 95° 24′ 20″ / 북위 38.90500° 서경 95.40556° |
| Eudora | 21700 | 유도라      | 5,571 | 43 (113)               | 128 (49)         | 2 (1)            | 1.57%  | 북위 38° 55′ 42″ 서경 95° 6′ 15″ / 북위 38.92833° 서경 95.10417°  |
| Grant | 27650 |             | 442   | 10 (27)                | 43 (16)          | 0 (0)            | 0.74%  | 북위 39° 0′ 8″ 서경 95° 13′ 19″ / 북위 39.00222° 서경 95.22194°   |
| Kanwaka | 36075 |             | 1,317 | 12 (30)                | 114 (44)         | 8 (3)            | 6.69%  | 북위 38° 57′ 37″ 서경 95° 23′ 16″ / 북위 38.96028° 서경 95.38778° |
| Lecompton | 39175 | 르컴튼      | 1,761 | 20 (51)                | 90 (35)          | 2 (1)            | 2.45%  | 북위 39° 2′ 31″ 서경 95° 24′ 27″ / 북위 39.04194° 서경 95.40750°  |
| Marion | 44700 |             | 836   | 5 (12)                 | 185 (72)         | 1 (0)            | 0.52%  | 북위 38° 49′ 4″ 서경 95° 24′ 35″ / 북위 38.81778° 서경 95.40972°  |
| Palmyra | 54225 | 볼드윈 시   | 5,760 | 27 (70)                | 212 (82)         | 2 (1)            | 0.79%  | 북위 38° 47′ 0″ 서경 95° 10′ 40″ / 북위 38.78333° 서경 95.17778°  |
| Wakarusa | 74400 |             | 2,237 | 19 (49)                | 119 (46)         | 2 (1)            | 1.81%  | 북위 38° 55′ 49″ 서경 95° 14′ 43″ / 북위 38.93028° 서경 95.24528° |
| Willow Springs | 79500 |             | 1,409 | 10 (26)                | 141 (54)         | 1 (0)            | 0.54%  | 북위 38° 47′ 23″ 서경 95° 18′ 17″ / 북위 38.78972° 서경 95.30472° |
| 자료: “2000년 미국 인구조사. Gazetteer Files”. 미국 인구국, 지리 구분. 2012년 4월 26일에 원본 문서에서 보존된 문서. 2013년 10월 4일에 확인함. |       |             |       |                        |                  |                  |        |                                                                   |

## 인구
| 인구조사                                                      | 인구    | Note  | %±     |
| ------------------------------------------------------------- | ------- | ----- | ------ |
| 1860년                                                        | 8,637   |       | —      |
| 1870년                                                        | 20,592  |       | 138.4% |
| 1880년                                                        | 21,700  |       | 5.4%   |
| 1890년                                                        | 23,961  |       | 10.4%  |
| 1900년                                                        | 25,096  |       | 4.7%   |
| 1910년                                                        | 24,724  |       | −1.5%  |
| 1920년                                                        | 23,998  |       | −2.9%  |
| 1930년                                                        | 25,143  |       | 4.8%   |
| 1940년                                                        | 25,171  |       | 0.1%   |
| 1950년                                                        | 34,086  |       | 35.4%  |
| 1960년                                                        | 43,720  |       | 28.3%  |
| 1970년                                                        | 57,932  |       | 32.5%  |
| 1980년                                                        | 67,640  |       | 16.8%  |
| 1990년                                                        | 81,798  |       | 20.9%  |
| 2000년                                                        | 99,962  |       | 22.2%  |
| 2010년                                                        | 110,826 |       | 10.9%  |
| 2019 (추산)                                                   | 122,259 | [ 5 ] | 10.3%  |
| U.S. Decennial Census 1790-1960 1900-1990 1990-2000 2010-2019 |         |       |        |

## 같이 보기
- 캔자스강
- 캘리포니아 가도
- 산타페 가도